# Anglards-de-Salers
Anglards-de-Salers is een gemeente in het Franse departement Cantal in de regio Auvergne-Rhône-Alpes en telt 772 inwoners (2005). De plaats maakt deel uit van het arrondissement Mauriac.

## Geografie
De oppervlakte van Anglards-de-Salers bedraagt 49,6 km², de bevolkingsdichtheid is 15,6 inwoners per km².
De onderstaande kaart toont de ligging van Anglards-de-Salers met de belangrijkste infrastructuur en aangrenzende gemeenten.

## Demografie
Onderstaande figuur toont het verloop van het inwonertal (bron: INSEE-tellingen).
Vanwege een beveiligingsprobleem met de MediaWiki Graph-software is het momenteel niet mogelijk deze grafiek weer te geven. Zodra de software is bijgewerkt zal de grafiek vanzelf weer zichtbaar worden.